# Holomiksja

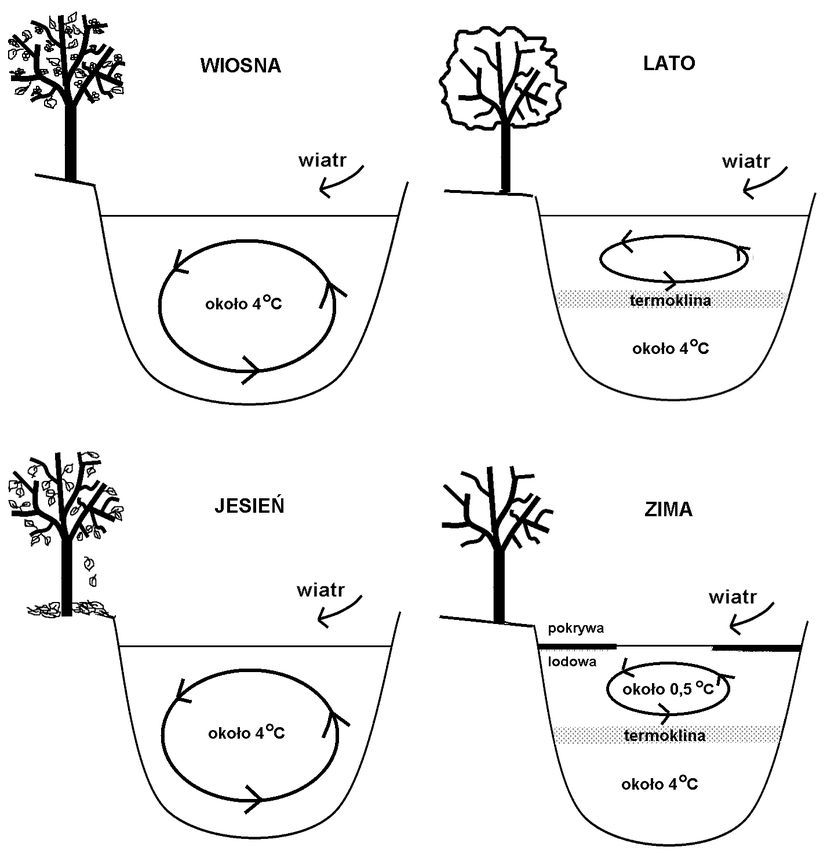
Miksja zbiornika wodnego

Holomiksja – pełne wymieszanie się (miksja) wód jeziora, tak aby była jednakowa temperatura i gęstość całej wody w ciągu roku. W  naszym klimacie najczęściej występuje to dwa razy w roku w okresie wiosny i jesieni pod wpływem wiatru, temperatury i procesów zachodzących w osadach dennych.